# Cathedral of San Carlos Borromeo

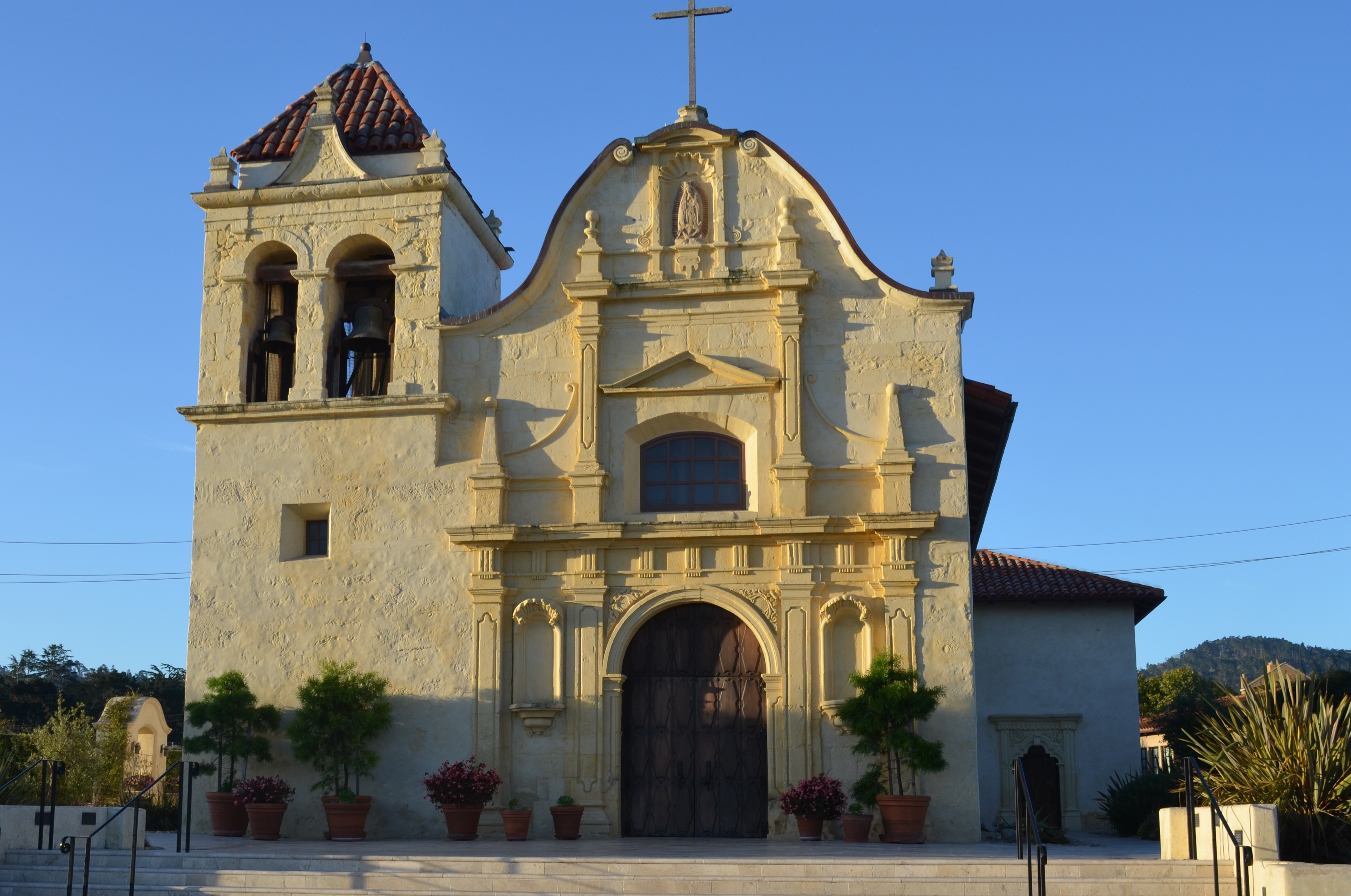
Cathedral of San Carlos Borromeo

Die Cathedral of San Carlos Borromeo ist die Kathedrale des römisch-katholischen Bistums Monterey in California in Monterey im gleichnamigen County im US-amerikanischen Bundesstaat Kalifornien. Die Kathedrale ist als California Historical Landmark denkmalgeschützt und in das National Register of Historic Places aufgenommen.

## Geschichte
Die zu Ehren des heiligen Karl Borromäus geweihte heutige Kathedrale wurde zunächst am 3. Juni 1770 von Pater Serra als Kirche einer Missionsstation gegründet, bevor sie zur Kapelle der mexikanischen Festung („Presidio“) umgewidmet wurde, als die Mission in die  Mission San Carlos Borromeo de Carmelo verlegt wurde. Die Holzkapelle wurde 1794/95 durch den heutigen steinernen Bau ersetzt. 1835 wurde das Gotteshaus Pfarrkirche. 1849 wurde die Kirche zur Kathedrale erhoben und 1858 ein neuer Chorraum und ein Querhaus hinzugefügt. 1859 wurde mit der Schaffung des Bistums Monterey-Los Angeles der Bischofssitz nach Los Angeles verlegt. Die Teilung der Diözese Monterey-Fresno im Jahr 1967 führte dazu, dass der Bischof wieder in Monterey residierte und die Kirche erneut zu einer Kathedrale wurde, die als kleinste katholische in den kontinentalen Vereinigten Staaten gilt.